# Fáfnismál

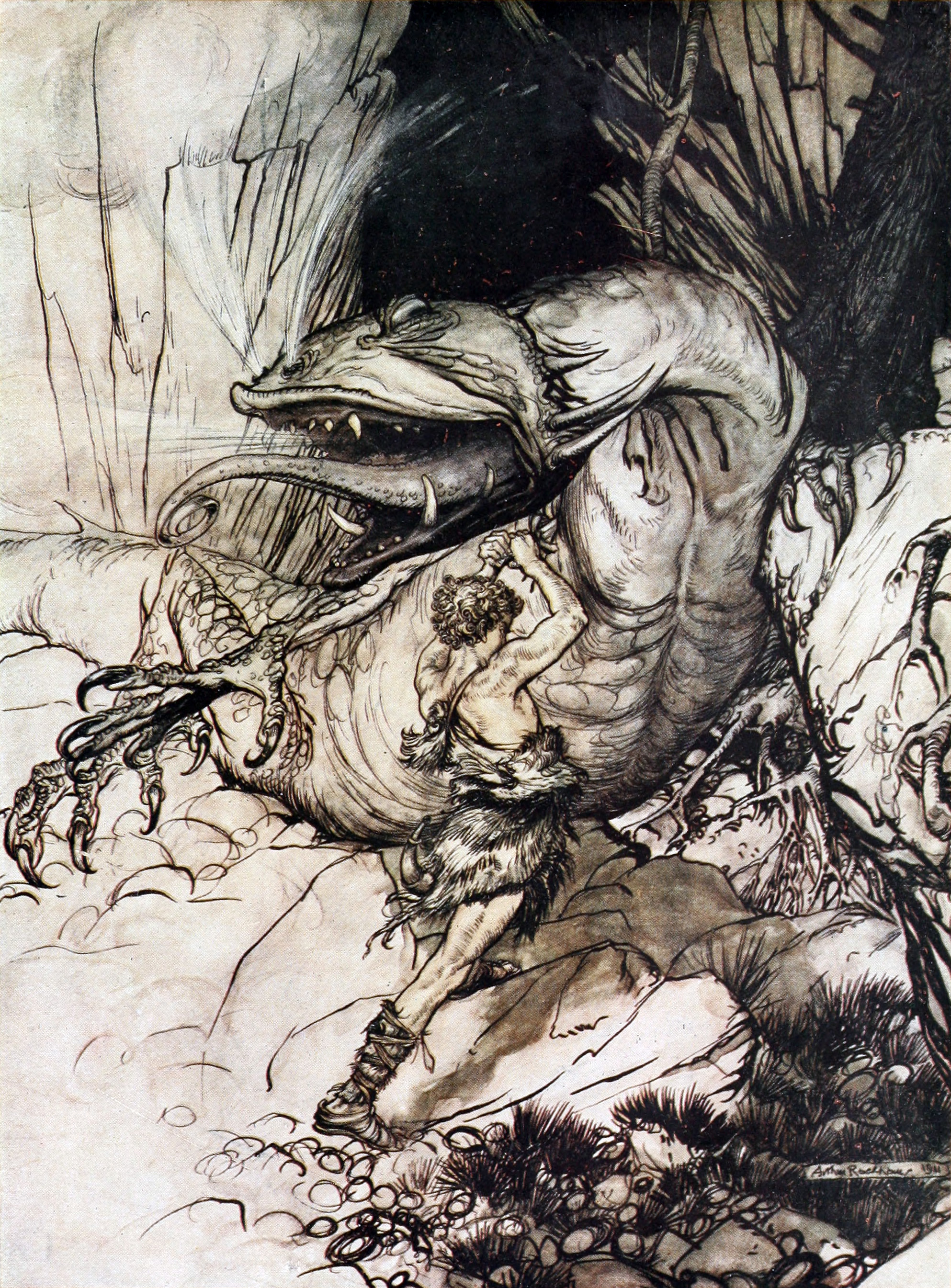
Sigurd hunde su espada en el pecho de Fáfnir. Ilustración de Arthur Rackham.

Fáfnismál ("Dichos de Fáfnir") es un poema éddico, que se encuentra en el manuscrito Codex Regius. El poema no tiene un nombre en el manuscrito, viene a continuación de Reginsmál y es precedido por Sigrdrífumál, pero eruditos modernos consideran que es un poema separado y le han asignado un nombre por conveniencia.
El poema tiene una estructura más coherente que Reginsmál. La mayor parte está compuesto en ljóðaháttr, a pesar de que nueve estrofas se desvían de la métrica. La primera parte del poema es un diálogo entre Sigurd y Fáfnir. Luego continúa con la muerte de Fáfnir a manos de Sigurd y los acuerdos con Reginn y los reclamos del tesoro de oro.